# 馬克斯·科爾日
馬克西姆·阿納托利耶維奇·科爾日（羅馬化：Maksim Anatolyevich Korzh；1988年11月23日—），藝名馬克斯·科爾日（英語：Max Korzh），白俄羅斯歌手、饒舌歌手和詞曲作者。

## 生平
科爾日很小的時候就被父母送進了音樂學校。16歲時，科爾日與他的朋友們一起組建了他的第一支樂隊“Lun Clan”，但樂隊並沒有維持多久就解散了。科爾日也是其他幾個項目的一部分，但沒有一個是成功的。
科爾日在白俄羅斯國立大學學習期間，他錄製了他人生第一首個人歌曲。在大學學習的第三年，他決定退學並專注於他的音樂事業。 他從母親那裡借了300美元，去了一家錄音室錄製了“Небо Поможет Нам”（“天空會幫助我們”），並將其發佈在俄羅斯最大的社交網絡 VKontakte 上。 不久後，他被白俄羅斯武裝部隊應徵入伍。“Небо Поможет Нам”的聯合製作人是電子流行雙人組合“Magic Sound ”。當他服完兵役后，歸來時，他得知這首歌在白俄羅斯走紅並走紅。他透過歌曲“Небо Поможет Нам”贏得了大批追隨者，他的歌曲在電台播出。為了讓歌曲更受歡迎，他隨後將歌曲發給多名在明斯克的DJ，供他們在派對上播放。